# Shock to the System (phim 2006)
Shock to the System (tiếng Việt: Sốc với luật pháp) là một bộ phim bí ẩn có chủ đề đồng tính năm 2006. Đây là bộ phim thứ hai chuyển thể từ tiểu thuyết của Richard Stevenson có thám tử hư cấu Donald Strachey. Bộ phim được công chiếu tại liên hoan phim Outfest năm 2006 trước khi đi vào vòng quay trên mạng truyền hình here!

## Nội dung
Một đêm khuya, Donald Strachey đang gặp một khách hàng mới trong một con hẻm tối tăm, một Paul Hale. Hale rất lo lắng, và trước khi Strachey có thể làm dịu đi những gì có vẻ giống như hoang tưởng, một chiếc xe van đang đến gần. Hale đưa cho mắt tư nhân một tờ séc 5.000 đô la cho một người giữ xe ngay trước khi chiếc xe tăng tốc tách hai người ra. Tuy nhiên, đêm hôm sau, Paul Hale lại chết. Cả nhân viên điều tra và thám tử Bailey đều tự tử cái chết của mình do bằng chứng rõ ràng về rượu và ma túy gần cơ thể và trong dòng máu của anh ta, nhưng cả mẹ của Donald và Paul đều không tin vào điều này. Phyllis Hale tin rằng Paul đã bị sát hại. Strachey quyết tâm tìm ra sự thật về cái chết của Paul. Trên đường đi làm vào sáng hôm sau, Strachey tung hô một người mà anh ta tin là đang đột nhập vào văn phòng của mình, nhưng hóa ra đó là Kenny Kwon, người đã bị sa thải trong cuộc đối đầu giữa Strachey và ông chủ của anh ta, ông Nathan Zenck trong một trường hợp trước. Kenny thuyết phục Donald thuê anh ta làm quản lý văn phòng mới của Strachey Investigations.
Timmy Callahan, người yêu của Strachey có thể cung cấp cho công ty một vị trí dẫn đầu về Paul Hale, trước khi chết, anh ta là người phát ngôn của Quỹ Phoenix, nơi thực hành đồng tính nam liệu pháp chuyển đổi. Strachey bí mật vào Quỹ là "Kyle". Trong nhân vật bí mật của mình, thám tử giới thiệu mình với Tiến sĩ Trevor Cornell, giám đốc của Quỹ. "Kyle" kể cho Cornell một câu chuyện về một cựu quân nhân đã được giải ngũ vì đồng tính nam, một câu chuyện mà Strachey rút ra từ quá khứ của chính mình để được tin là một ex-gay đầy tham vọng.
Cornell không phải là người duy nhất tin rằng đồng tính là một lựa chọn chỉ được quyết định bởi mức độ ý chí của một người có thể "thay đổi". Phyllis, trong nỗ lực đổ lỗi cho người đồng tính về cái chết của Paul, làm chệch hướng trách nhiệm đối với một người bạn đồng tính công khai của anh ta từ thời đại học, Larry Phelps, người mà cô cho rằng có thể đã giết anh ta vì những nỗ lực của anh ta để trở nên thẳng thắn. Donald cố gắng nói chuyện với Larry, nhưng anh cho rằng Strachey là nguy hiểm. Số Pi. đuổi theo, nhưng Phelps tìm cách trốn tránh anh ta. Sau đó được gọi đến đồn cảnh sát, anh được Bailey đưa cho một bản sao báo cáo khám nghiệm tử thi. Hóa ra các loại thuốc được tìm thấy trong hệ thống của Paul Hale là phenelzine, mặc dù các chai thuốc tìm thấy quanh cơ thể anh ta có chứa Xanax. Hale không có đơn thuốc cho một trong hai loại thuốc, nhưng Bailey sẽ không điều tra nơi Paul lấy thuốc, vì anh ta từ chối tin rằng đó là bất cứ thứ gì khác ngoài tự tử.
Sau đó, "Kyle" đến một nhóm liệu pháp chuyển đổi, gặp gỡ những người tham gia chương trình đồng tính cũ khác. Trong số đó có Gray, một kiểu thể thao hấp dẫn trong cuộc hôn nhân dị tính với một đứa trẻ, và Katie, người nói rằng cô ấy làm việc để bớt tomboy và thậm chí đã đính hôn với Paul Hale. "Kyle" dành thời gian cho Trevor và những người nhận trị liệu của anh ta càng lâu, anh ta càng biết nhiều chi tiết về sự ghẻ lạnh giữa họ và Paul xảy ra ngay trước khi anh ta chết, nhưng nhiệm vụ bí mật làm mất niềm tin của Strachey vào danh tính đồng tính công khai của anh ta, đặc biệt là trong các phiên cá nhân của "Kyle" với Cornell. Cuối cùng, trong một phiên, Strachey bùng nổ thành giai điệu đối đầu, thổi tung vỏ bọc của mình. Trước khi Donald cắt đứt quan hệ với những người đồng tính cũ, Grey đưa cho anh ta hai thứ mà một DVD sẽ làm sáng tỏ vụ giết người của Paul và một đề nghị quan hệ tình dục ngoài hôn nhân. Strachey chấp nhận cái trước, nhưng từ chối cái sau với khó khăn lớn và cảm xúc lẫn lộn.
Tại văn phòng, Donald xem DVD, trong đó có đoạn ghi âm Paul mô tả một cách mơ hồ những trải nghiệm của anh với Phoenix Foundation đã làm để thay đổi anh ấy nhưng không theo cách anh ấy mong đợi. Strachey có thể xác định rằng Larry Phelps là người đã ghi lại sự xuất hiện của Paul trên DVD và biết Paul đã làm gì. Strachey theo dõi Larry và thuyết phục anh ta rằng anh ta có nghĩa là anh ta không có hại, và không liên quan đến Phoenix Foundation. Larry thông báo cho Strachey rằng anh ta và Paul đã bí mật ghi âm nhiều phiên cá nhân của Cornell với bệnh nhân của anh ta, nhưng trước khi anh ta có thể nói với Strachey tất cả những gì anh ta biết, một kẻ tấn công vô danh giết người Phelps.
Ở nhà, cuộc trò chuyện của Donald với Timmy trở nên căng thẳng. Ngay cả khi tách ra khỏi những tin nhắn có hại của Cornell, những ảnh hưởng của anh như "Kyle" vẫn nặng trĩu trong tim, khiến anh nghi ngờ về tương lai và khả năng mà một người đồng tính công khai có thể có trong xã hội chính thống, thậm chí ám chỉ Timmy rằng anh cảm thấy "bị mắc kẹt "Trong mối quan hệ của họ. Cuối cùng, vào một buổi tối, Donald chia tay và kể cho Timmy về quá khứ của anh ta trong quân đội và cách anh ta cùng người lính và người tình 4 tháng của mình, Kyle Kyleinin, được phát hiện trong một khoảnh khắc thân mật. Trong quá trình điều tra, Strachey đã nói ra áp lực mà cấp trên quân đội của anh ta đã đặt lên anh ta và nói với họ sự thật, điều gì đó tàn phá Kyle và mối quan hệ của họ. Donald thú nhận rằng ngày cả hai được xuất viện, Kyle đã tự sát.
Sáng hôm sau, Cornell bị bắt giam và bị buộc tội giết người của Larry Phelps vì bằng chứng rất thuận tiện cho lệnh bắt giữ và mở và đóng cửa truy tố, rằng Tim và Don tin rằng Cornell đang bị đóng khung. Với sự ban phước miễn cưỡng của Trevor, Strachey thuyết phục vợ Lynn để anh ta giúp cô ta giải tỏa cho chồng những cáo buộc nghiêm trọng mà anh ta phải đối mặt. Strachey phát hiện ra một camera ẩn trong văn phòng của Cornell đã truyền các tập tin phim đến một máy tính gần đó trong một phòng khác, họ phát hiện ra và sau đó tìm ra sự thật. Katie không phải là một người đồng tính nữ và có quan hệ tình dục với Cornell, đặc biệt là trong các phiên cá nhân của họ, và chính cô ấy đã đưa một hỗn hợp gây chết người của phenelzine vào bourbon vào đêm của anh ta, giết chết cả anh ta và Larry Phelps. Katie xuất hiện tại Foundation, giữ cả Strachey và Lynn Cornell ở vị trí xạ thủ, nhưng anh ta đã giải giáp được cô. Cornell được giải thoát, với cái giá là mối quan hệ của anh ta với không chỉ Katie bây giờ rõ ràng điên rồ, mà còn cả vợ anh ta, và cả chương trình của anh ta nữa. Không còn gì để mất, Cornell nói với Strachey tại sao anh ta được Paul thuê. Ông đã hy vọng rằng P.I. có thể theo dõi cha của Paul, người giống như con trai mình, là người đồng tính, đã bị mẹ của Paul phát hiện với một người đàn ông khác, và đối mặt với sự không tán thành dữ dội của Phyllis. Strachey khiến Phyllis nhận ra mức độ thiệt hại của chứng sợ đồng tính của cô đã gây ra cho cả gia đình cô, và giờ anh có thể tuyên bố vụ án này đã khép lại.

## Diễn viên
| Diễn viên              | Vai                    |
| ---------------------- | ---------------------- |
| Chad Allen             | Donald Strachey        |
| Sebastian Spence       | Timmy Callahan         |
| Michael Woods          | Dr. Trevor Cornell     |
| Daryl Shuttleworth     | Detective "Bub" Bailey |
| Morgan Fairchild       | Phyllis Hale           |
| Anne Marie DeLuise     | Lynn Cornell           |
| Rikki Gagne            | Katey Simmons          |
| Stephen Huszar         | Grey                   |
| Nelson Wong            | Kenny Kwon             |
| Ryan Kennedy           | Walter                 |
| Jeffrey Bowyer-Chapman | Levon                  |
| Shawn Roberts          | Larry Phelps           |
| Gerry Morton           | Jefferson Lewis        |
| Morgan Brayton         | Hannah                 |
| Leanne Adachi          | Dr. Sung               |
| Jared Keeso            | Paul Hale              |
| Shawn Reis             | Detective Stenski      |
| Robert Kaiser          | Tobias                 |
| Giles Panton           | Bartender              |
| Levi James             | Clark                  |
| Dany Papineau          | Kyle                   |
| Darrin Maharaj         | Reporter               |
| Sibel Thrasher         | Lounge Singer          |
| Joshua Dave Tynchuh    | Naked Jock 1           |
| Jon Johnson            | Naked Jock 2           |

### Liên tục
Bộ phim tiếp tục cốt truyện khám phá quá khứ của Strachey trong các dịch vụ vũ trang, bắt đầu từ Third Man Out.